# Rhyacocnemis
Rhyacocnemis – rodzaj ważek z rodziny pióronogowatych (Platycnemididae).

## Podział systematyczny
Do rodzaju należą następujące gatunki:
- Rhyacocnemis gassmanni Orr, Richards & Toko, 2019
- Rhyacocnemis leonorae (Lieftinck, 1949)
- Rhyacocnemis prothoracica Lieftinck, 1987
- Rhyacocnemis sufficiens Lieftinck, 1956